# Kerstin Dörhöfer
Kerstin Dörhöfer (* 1943 in Radebeul) ist eine deutsche Architektin, Stadtplanerin und Hochschullehrerin. 

## Beruf
Nach einem Studium der Architektur an der Technischen Universität Berlin und an der Technischen Universität Wien war Dörhöfer einige Jahre in der Architektur- und Städtebaupraxis tätig. Danach war sie wissenschaftliche Mitarbeiterin an der Freien Universität Berlin und wissenschaftliche Assistentin an der Technischen Universität Berlin, wo sie mit einer Arbeit über den Sozialen Wohnungsbau promovierte. Sie lehrte von 1981 bis 1986 Stadt- und Regionalentwicklung sowie Ökonomie und Soziologie des Städtebaus an der Fachhochschule Aachen und von 1986 bis 2008 als Professorin an der Universität der Künste Berlin Architektur und Urbanistik. 
Dörhöfer hat zahlreiche Publikationen zur Geschichte und Theorie von Architektur, Stadtplanung und Wohnungsversorgung sowie zu Geschlechterverhältnissen und Raumstrukturen verfasst. Sie ist eine der Begründerinnen der feministischen Stadtplanung.

## Schriften (Auswahl)
- Shopping Malls und neue Einkaufszentren. Urbaner Wandel in Berlin. Reimer, Berlin 2008.
- Pionierinnen in der Architektur. Eine Baugeschichte der Moderne. Wasmuth, Tübingen 2004.
- (mit dem Verein DAS VERBORGENE MUSEUM e.V.): Die Berliner Architektin Hilde Weström. Bauten 1947-1981. Katalog, Berlin 2000
- (mit Ulla Terlinden): Verortungen. Geschlechterverhältnisse und Raumstrukturen. Birkhäuser, Basel / Boston / Berlin 1998.
- (als Herausgeberin): Wohnkultur und Plattenbau. Beispiele aus Berlin und Budapest. Reimer, Berlin 1994.
- (als Herausgeberin): Stadt - Land - Frau. Soziologische Analysen. Feministische Planungsansätze. Kore, Freiburg 1990.
- (mit Ulla Terlinden): Verbaute Räume. Auswirkungen von Architektur und Städtebau auf das Leben von Frauen. Pahl-Rugenstein, Köln 1985. / 2. erweiterte Auflage, Pahl-Rugenstein, Köln 1987.
- Erscheinungen und Determinanten staatlich gelenkter Wohnungsversorgung in der Bundesrepublik Deutschland. Zur Planung und Durchführung des Wohnungsbaus für „die breiten Schichten des Volkes“. Universitätsbibliothek der Technischen Universität, Berlin 1978.